# ورزشگاه هوبرت هامفری مترودوم

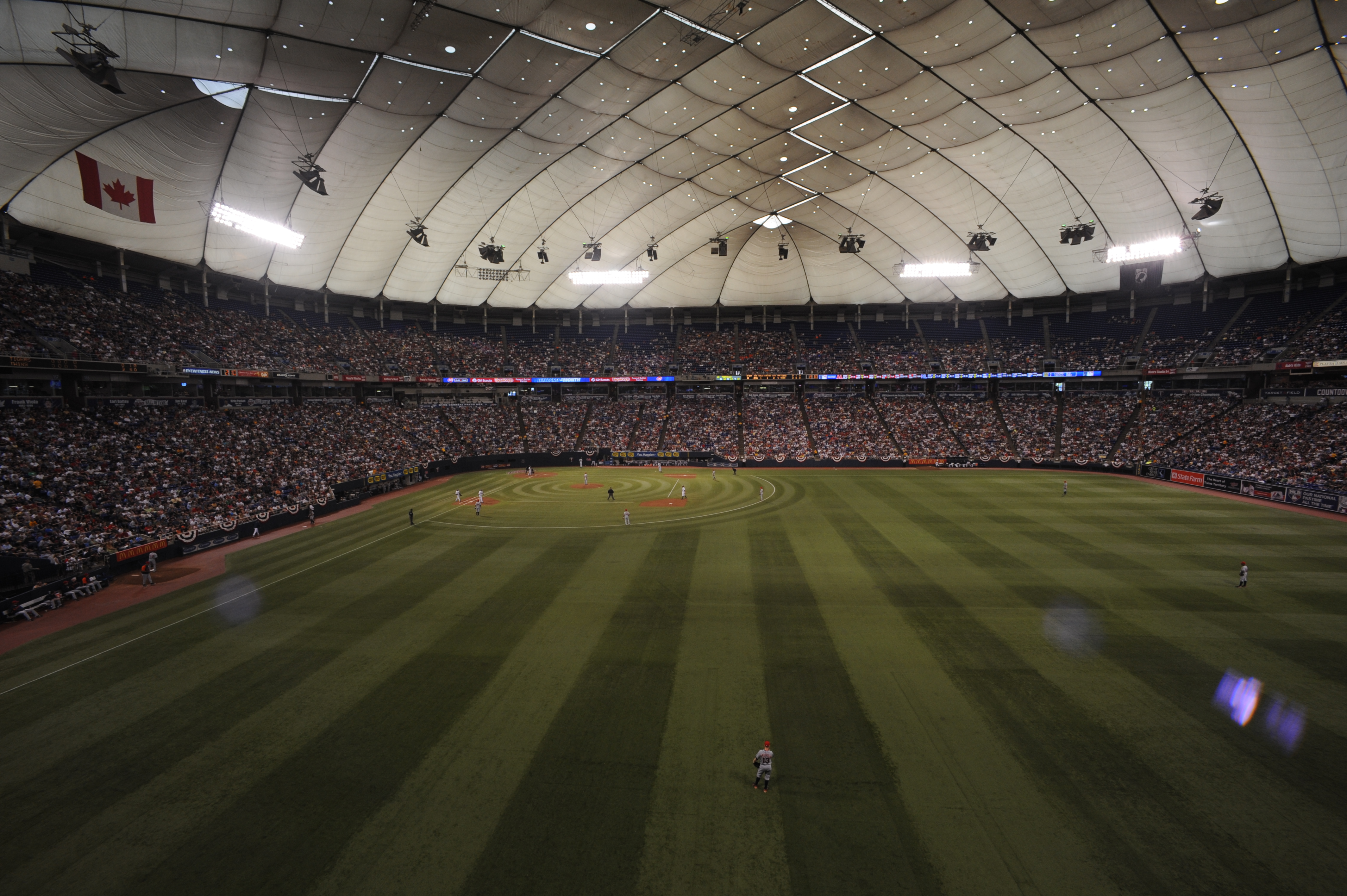

ورزشگاه هوبرت هامفری مترودوم (به انگلیسی: Hubert H. Humphrey Metrodome) ورزشگاهی مسقف با ظرفیت ۶۴٬۰۰۰ نفر در شهر مینیاپولیس ایالت مینه‌سوتا واقع شده‌بود. این ورزشگاه در تاریخ ۱۹۸۲ تأسیس شد و دارای زمین چمن مصنوعی بود. سقف این مجموعه به صورت خود ایستا به وسیلهٔ فشار هوای داخل مجموعه بود. این ورزشگاه نهمین ورزشگاه قدیمی فوتبال در ایالات متحده بود که یک روز پس از برگزاری بازی مینه‌سوتا وایکینگز در روز ۲۹ دسامبر ۲۰۱۳ تخریب آن شروع شد. هرچند روند اصلی انهدام آن در ۲۸ ژانویه ۲۰۱۴ آغاز گشت.
تیم مینه‌سوتا وایکینگز در این ورزشگاه توپ میزد.
در حال حاضر ورزشگاه یو اس بانک در محل مترودم در حال احداث می‌باشد که طبق برنامه در ۱۶ ژوئیه ۲۰۱۶ افتتاح خواهد شد.